# Liste der geschützten Landschaftsbestandteile im Landkreis Göttingen
Im Landkreis Göttingen gibt es diese ausgewiesenen geschützten Landschaftsbestandteile.
| Baumschutzsatzung Stadt Göttingen                                | BW | GLB GÖ 00001 | Göttingen                                                                                                 | ⊙ |      | 7. Apr. 1993                   |
| Rase                                                             | BW | GLB GÖ 00002 | Rosdorf Bachlauf zwischen Obere Mühlenstraße und Obere Straße in Rosdorf                                  | ⊙ |      | 1. Sep. 1986                   |
| Baumbestand in der Gemeinde Rosdorf (Baumschutzsatzung)          | BW | GLB GÖ 00003 | Rosdorf                                                                                                   | ⊙ |      | 15. Dez. 2009                  |
| Mittelterrassenkante "Auf dem Klimp"                             |    | GLB OHA00001 | Pöhlde | ⊙ | 2,3  | 18. Juni 1984                  |
| Schneitel(Hain-)buchenbestand am Südberg                         | BW | GLB OHA00002 | Hörden am Harz aufgegangen im NSG Gipskarstlandschaft Hainholz                                            | ⊙ | 1    | 18. Juni 1984 bis 6. Apr. 2000 |
| Schneitel(Hain-)buchenbestand am Haselberg                       | BW | GLB OHA00003 | Hörden am Harz aufgegangen im NSG Gipskarstlandschaft Hainholz                                            | ⊙ | 0,2  | 18. Juni 1984 bis 6. Apr. 2000 |
| Baumschutzsatzung Gemeinde Windhausen                            |    | GLB OHA00004 | Windhausen                                                                                                | ⊙ |      | 10. März 1988                  |
| Baumschutzsatzung Bergstadt Bad Grund                            | BW | GLB OHA00005 | Bergstadt Bad Grund (Harz)                                                                                | ⊙ |      | 13. Okt. 1988                  |
| Wildtulpenwiese und Baumbestand an der Burgruine Windhausen      |    | GLB OHA00007 | Windhausen Bis 2005 Naturdenkmal ND OHA 00073 Bäume und Tulpenwiese an der Burgruine Windhausen           | ⊙ |      | 20. Juni 2005                  |
| Wiedensee bei Scharzfeld                                         |    | GLB OHA00008 | Scharzfeld Bis 2005 Naturdenkmal ND OHA 00018 Wiedensee                                                   | ⊙ |      | 20. Juni 2005                  |
| Langes Bruch südlich Herzberg am Harz                            | BW | GLB OHA00009 | Herzberg am Harz Bis 2005 Naturdenkmal ND OHA 00080 Langes Bruch, Herzberg-Lindenberg                     | ⊙ |      | 20. Juni 2005                  |
| Hahnemann's Kuhle östlich Herzberg am Harz                       |    | GLB OHA00010 | Herzberg am Harz Bis 2005 Naturdenkmal ND OHA 00081 Hahnemanns Kuhle, Herzberg                            | ⊙ |      | 20. Juni 2005                  |
| Klippen mit Höhlen und Einhornhöhle im Buchenwald bei Scharzfeld |    | GLB OHA00011 | Scharzfeld                                                                                                | ⊙ | 7,51 | 20. Juni 2005                  |
| Gänsekuhle bei Willensen                                         |    | GLB OHA00012 | Willensen Bis 2005 Naturdenkmal ND OHA 00077 Gänsekuhle Willensen                                         | ⊙ |      | 20. Juni 2005                  |
| Pagenbergwiesen mit Königstein östlich von Eisdorf               | BW | GLB OHA00013 | Eisdorf Bis 2005 Naturdenkmal ND OHA 00090 Pagenbergswiesen mit Königstein                                | ⊙ |      | 20. Juni 2005                  |
| Lonau mit Wasserfall und Baumbestand mit 12 Schneitel-Hainbuchen |    | GLB OHA00014 | Herzberg am Harz                                                                                          | ⊙ |      | 20. Juni 2005                  |
| Eichen am Lerbacher Hüttenteich                                  |    | GLB OHA00015 | Lerbach Bis 2005 Naturdenkmal ND OHA 00055: 13 Eichen am Hüttenteich Lerbach, von denen noch 11 bestehen. | ⊙ |      | 20. Juni 2005                  |
| Legende für Geschützter Landschaftsbestandteil                   |    |              | |   |      |                                |

## Hinweis
Die geschützten Landschaftsbestandteile im ehemaligen Landkreis Osterode am Harz tragen in dieser Liste weiter ihre dortige Kennung.